# Ньюкасл (Вашингтон)
Ньюкасл (англ. Newcastle) — місто (англ. city) в США, в окрузі Кінг штату Вашингтон. Населення — 13 017 осіб (2020).

## Географія
Ньюкасл розташований за координатами 47°31′55″ пн. ш. 122°9′56″ зх. д. / 47.53194° пн. ш. 122.16556° зх. д. (47.531871, -122.165612).  За даними Бюро перепису населення США в 2010 році місто мало площу 11,55 км², з яких 11,52 км² — суходіл та 0,03 км² — водойми.

### Клімат
| Клімат : Ньюкасл        | Клімат : Ньюкасл | Клімат : Ньюкасл | Клімат : Ньюкасл | Клімат : Ньюкасл | Клімат : Ньюкасл | Клімат : Ньюкасл | Клімат : Ньюкасл | Клімат : Ньюкасл | Клімат : Ньюкасл | Клімат : Ньюкасл | Клімат : Ньюкасл | Клімат : Ньюкасл | Клімат : Ньюкасл |
| Показник                | Січ.             | Лют.             | Бер.             | Квіт.            | Трав.            | Черв.            | Лип.             | Серп.            | Вер.             | Жовт.            | Лист.            | Груд.            | Рік              |
| Абсолютний максимум, °C | 17,8             | 21,7             | 27,2             | 30,0             | 33,9             | 37,8             | 40,0             | 37,2             | 35,6             | 30,0             | 25,6             | 20,6             | 40,0             |
| Середній максимум, °C   | 8,9              | 10,6             | 13,3             | 16,1             | 19,4             | 22,2             | 25,6             | 25,6             | 22,2             | 16,7             | 11,1             | 7,8              | 16,7             |
| Середній мінімум, °C    | 2,2              | 2,2              | 3,9              | 5,6              | 8,9              | 11,7             | 13,3             | 13,3             | 10,6             | 7,2              | 3,9              | 1,7              | 7,1              |
| Абсолютний мінімум, °C  | −23,3            | −20,6            | −12,2            | −3,9             | −2,8             | 0,6              | 3,3              | 1,1              | −2,2             | −4,4             | −18,3            | −16,1            | −23,3            |
| Норма опадів, мм        | 122              | 86               | 89               | 71               | 56               | 41               | 20               | 25               | 38               | 86               | 147              | 137              | 919              |
| ----------------------- | ---------------- | ---------------- | ---------------- | ---------------- | ---------------- | ---------------- | ---------------- | ---------------- | ---------------- | ---------------- | ---------------- | ---------------- | ---------------- |
| Джерело: Weather.com    |                  |                  |                  |                  |                  |                  |                  |                  |                  |                  |                  |                  |                  |

## Демографія
Згідно з переписом 2010 року, у місті мешкало 10 380 осіб у 4021 домогосподарстві у складі 2860 родин. Густота населення становила 899 осіб/км².  Було 4227 помешкань (366/км²).
Расовий склад населення:
| - 65,4 % — білих - 24,7 % — азіатів - 2,6 % — чорних або афроамериканців - 0,4 % — корінних американців - 0,3 % — вихідців з тихоокеанських островів - 1,6 % — осіб інших рас |

До двох чи більше рас належало 5,0 %. Частка іспаномовних становила 4,2 % від усіх жителів.
За віковим діапазоном населення розподілялося таким чином: 23,7 % — особи молодші 18 років, 67,3 % — особи у віці 18—64 років, 9,0 % — особи у віці 65 років та старші. Медіана віку мешканця становила 38,7 року. На 100 осіб жіночої статі у місті припадало 98,3 чоловіків;  на 100 жінок у віці від 18 років та старших — 98,1 чоловіків також старших 18 років.
Середній дохід на одне домашнє господарство  становив 147 387 доларів США (медіана — 111 967), а середній дохід на одну сім'ю — 175 070 доларів (медіана — 142 188). Медіана доходів становила 92 450 доларів для чоловіків та 73 420 доларів для жінок. За межею бідності перебувало 4,8 % осіб, у тому числі 1,9 % дітей у віці до 18 років та 2,0 % осіб у віці 65 років та старших.
Цивільне працевлаштоване населення становило 6057 осіб. Основні галузі зайнятості: освіта, охорона здоров'я та соціальна допомога — 22,2 %, науковці, спеціалісти, менеджери — 18,6 %, фінанси, страхування та нерухомість — 12,2 %, виробництво — 11,4 %.